# Oslo 13
Oslo 13 war eine im Jahr 1981 gegründete und seit 1983 von Jon Balke geleitete großformatige norwegische Jazzband, die unter diesem Namen bis 1993 bestand.
Oslo 13 wurde 1981 als Forum für junge Jazzmusiker der Osloer Jazzszene gegründet. Die Gruppe bestand zunächst aus 13 Musikern. Ein Großteil der Musik ist vom Keyboarder Jon Balke komponiert und arrangiert, der auch für den typisch skandinavischen Sound verantwortlich zeichnet. In ihr spielten in teilweise wechselnden Besetzungen führende Musiker der norwegischen Jazzszene, wie die Trompeter Nils Petter Molvær, Jens Petter Antonsen und Staffan Svensson, die Posaunisten Torbjørn Sunde und Dag Einar Eilertsen, der Tubist Geir Løvold, die Saxophonisten Morten Halle, Tore Brunborg, Erik Balke, Olav Dale, Arne Frang, Trygve Seim und Thomas Gustavsson, der Bassist Carl Morten Iversen sowie die Schlagzeuger Audun Kleive und Jon Christensen.
1981 nahm Oslo 13 das Album Anti Therapy bei Odin Records auf. Für das Album Off Balance (Odin Records, 1988) wurden sie 1988 mit dem norwegischen Spellemannprisen ausgezeichnet. 1992 erschien das Album Nonsentration auf dem Münchner ECM-Label; als letztes Werk der Band wurde 1992 das Album Oslo 13 Live auf dem Label Curling Legs veröffentlicht.
Trygve Seim wurde 1992 in die Formation berufen; 1994 übernahm er gemeinsam mit Morten Halle und Torbjørn Sunde die Leitung der Gruppe, die unter dem neuen Namen 1300 Oslo sporadisch zusammenkam und das Album Live in the North (2001) vorlegte.